# إيفان إروين
إيفان إروين (بالإنجليزية: Ivan Irwin)‏ هو لاعب هوكي الجليد أمريكي وكندي، ولد في 13 مارس 1927 في شيكاغو في الولايات المتحدة، وتوفي في 11 فبراير 2019 بسبب ذات الرئة.

## وصلات خارجية
- إيفان إروين على موقع دوري الهوكي الوطني (الإنجليزية)
- إيفان إروين على موقع قاعة مشاهير الهوكي (لاعب أن.إتش.أل) (الإنجليزية)
- إيفان إروين على موقع EliteProspects.com (الإنجليزية)
- إيفان إروين على موقع HockeyDB.com (الإنجليزية)
- إيفان إروين على موقع Hockey-Reference.com (الإنجليزية)